# Aarhus Venstreblad
Aarhus Venstreblad, grundlagt 21. marts 1905 som Jydsk Morgenblad var et lokalt dagblad, der blev udgivet i Aarhus. Bladet skiftede navn 1. oktober 1923.
Politisk var bladet tilknyttet Det Radikale Venstre. Blandt dets journalister på var afholdsmanden Lars Larsen-Ledet.
Aarhus Venstreblad gik ind 15. maj 1950.